# گویش بیرجندی
گویش بیرجندی یکی از گویش‌های خراسانی است که مانند گویش‌های دیگر به نسبت زبان رسمی کمتر تحول پذیرفته و از اینرو بسیاری از ویژگی‌های فارسی کهن را نگه داشته است.
محمود رفیعی در مقدمه واژه‌نامه گویش بیرجند می‌نویسد که چون بیرجند در نزدیکی کویر و در منطقه‌ای کوهستانی واقع شده، در گذر تاریخ کمتر مورد تاخت و تاز و هجوم قرار گرفته و در نتیجه گویش آن نیز پاکیزه و دست نخورده باقی مانده است.

## ویژگی‌ها
به طورکلی واژه‌های قدیمی و تلفظ کهن شماری از واژه‌ها که در لهجهٔ بیرجندی یافت می‌شوند، از ویژگی‌های این لهجهٔ فارسی به‌شمار می‌روند، مانند زمبر (زنبه)، زینه (پله)، فراشا (لرزهٔ خفیف پیش از تب)، داهول (مترسک)، دَباقی (تعطیل)، نِباسه (نوه) و… افزون براین، واژه‌های بسیاری در این لهجه به چشم می‌خورند که مختص خود آن هستند و در فارسی معیار یافت نمی‌شوند، مانند واژه‌های متعدد برای گوسفند، بز و سبد، همچون: barra nar (گوسفند نر یک ساله)، šišak (گوسفند نر دوساله)، čari (گوسفند نر ۳ ساله)، baxta (گوسفند ۴ سالهٔ اخته) و qučč (گوسفند نر ۴ سالهٔ تخمی). همین گروه واژه‌ها برای گوسفند ماده و بز (نر و ماده) هم وجود دارد.ویژگی دیگر، نام آواهایی است که خاص این لهجه‌اند، مانند baqqast (صدایی که بزغاله و بز از ترس برآورد)، toppast (صدای فرو افتادن دیوار یا چیز پهن و سنگین)، qoliččast (صدای بیرون کشیدن شمشیر از غلاف) و امثال آن‌که بیش‌تر واژه‌های مختوم به گروه ast (با بیشترین بسامد) و ost (با بسامد کمتر) هستند.

## واج‌شناسی
لهجهٔ بیرجندی دارای ۲۲ همخوان و ۱۳ واکه است. همخوان‌های بیرجندی با همخوان‌های فارسی معیار تفاوت آشکاری ندارند، جز این‌که واج /ž/ در بیرجندی شنیده نمی‌شود، اما در واکه‌ها، بیرجندی با فارسی تفاوت‌های دارد. واکهٔ میانی نیم‌بسته و کوتاه //ə به همراه واکه‌های ā ō, ē, و در مواردی ə در بیرجندی وجود دارد که در فاسی مشاهده نمی‌شود. ā در بیرجندی، برابرِ â غیرپایانی در بسیاری از واژه‌های فارسی معیار است که در تقابل با صورت غیرکشیدهٔ خود (a) قرار دارد، مانند balâ (بلا، مصیبت) و bālâ (بالا). این ā که باقی‌ماندهٔ فارسی قدیم است، در برخی از بافت‌های آوایی نیز ظاهر می‌شود، مثلاً اگر از پایان کلمه‌هایی یک هجایی همخوانی حذف شده باشد، واکهٔ a مجاور آن به جبران همخوان حذف شده، کشیده می‌شود، مانند āx «اخم» و āq «عقد» اما دو واکهٔ ē و ō همان واکه‌هایی هستند که در متون قدیم، «مجهول» خوانده می‌شدند. این واکه‌ها در فارسی میانه و در سده‌های نخستین فارسی نو رواج داشته‌اند. اما ظاهراً از سدهٔ ۶ق به بعد از میان رفته‌اند. در بیرجندی، ظهور ē نتیجهٔ حذف /h/ و همزه از توالی‌های eh و’e است، مانند ētenâ «اعتنا»، ēmâl «اِعمال» و ēterâm «احترام». با این همه، این واکه در برخی از کلمات قدیم‌تر هم برجای مانده است، مانند dēr «دیر»، xēd «کرت زراعتی» و xēš «خویش، خیش». واکهٔ ō نیز صورت تبدیل شدهٔ â پیش از همخوان خیشومی یا تبدیلی از گروه oh است، مانند کلمات geryō (از geryon «گریان») یا zōr (از zohr «ظهر»)

## آواشناسی گویش بیرجندی
در زمینه آواشناسی این گویش ده واکه (= مصوت) ساده و دو سایواک (نیم واکه) دارد که در قیاس با فارسی رسمی دوواکة و ¦a در فارسی نو اصلاً وجود ندارد و دوواکة ¦e (یای مجهول) و ¦o (واو مجهول) نیز در فارسی میانه و سده‌های نخستین فارسی نو رواج داشته اما ظاهراً از سده ششم به بعد از میان رفته است.
گویش بیرجندی ۲۲ همخوان دارد و از این نظر با فارسی رسمی اختلاف آشکاری ندارد.
تکیه در این گویش بیشتر از زیر و بم برمی‌خیزد و فشار آن نسبتاً کم است و از اینرو گویش را مانند فارسی باید «گویش نرم» گفت. تکیه روی آخرین واکه هجای پایانی است. واژه‌های مرکب نیز مانند فارسی نو یک تکیه روی آخرین واکه هجای پایانی دارند. محل تکیه در فعل برحسب نوع و ساختمان آن متفاوت است. آهنگ افتان و خیزان است و از زیر و بم سرچشمه می‌گیرد.
حذف قلب و ابدال نیز تابع قواعد و شرایط خاص این گویش است. ساخت واژه از راه اشتقاق (افزایش «وند» به واژه‌ها و بنهای فعل) و ترکیب واژه هاست که در غالب موارد مانند فارسی نو به راه‌های مختلف امکان دارد و در مواردی متفاوت با فارسی رسمی است.

## ویژگی‌های زیرزنجیری
در اسامی بیرجندی (چه واژه مرکب باشد و چه بسیط) مانند فارسی، معمولاً بر هجای آخر تکیه می‌شود، مانند šaftālú «شفتالو» و surí čāršambə «چهارشنبه‌سوری»، تکیه در فعل‌های ماضی ساده و ماضی استمراری بر هجای اول است، مانند éšnidem «شنیدم» و méšnidem «می‌شنیدم». همچنین در مضارع‌های اخباری و التزامی، تکیه بر نخستین هجاست، مانند móxorey «می‌خورید»، mókošan «می‌کُشند»، bóxori «بخوری» و bókošan «بکُشند». این نکته دربارهٔ افعال امر و نهی نیز صادق است، مانند bézə «بزن» و mázə «نزن». در فعل آینده تکیه بر آخرین هجای فعل کمکی است، مانند bexómzə «خواهم زد» و bexéy bord «خواهید برد». در افعال منفی، تکیه همواره بر واکهٔ تک واژ نفی قرار می‌گیرد، مانند némešu «نمی‌شود» و nézadom «نزدم». فعل‌های ماضی بعید و ماضی مجهول دو سازهٔ واژگانی این لهجه‌اند که دو تکیه دریافت می‌کنند: یکی بر هجای آخر صفت مفعولی و دیگری بر نخستین هجای فعل کمکی، مانند zadə́ bódom «زده بودم» و koštá šódey «کشته شدید». به لحاظ آهنگ، بیرجندی مانند فارسی معیار دو آهنگ افتان و خیزان دارد: آهنگ خیزان آن ویژهٔ جمله‌ها و بندهای پرسشی، و آهنگ افتان آن ویژهٔ جمله‌ها و بندهای خبری است.

## اشتقاق و صرف و نحو
در بیرجندی، ساخت واژه از طریق اشتقاق (افزودن وندهای مختلف به واژه‌ها و ماده‌های فعلی) یا فرایند ترکیب صورت می‌گیرد. در میان پیشوندهای بیرجندی به مواردی برمی‌خوریم که در فارسی معیار وجود ندارند، مانند ol-, ešk- , ast- , ho- , kale-, da- و ik-نشان داده شده است که پیشوند فعلی ho- در کلمه‌ای چون ho-nešin «بنشین»، صورت تبدیل‌یافتهٔ پیشوند فعلی «فرود» است که در متونی چون ترجمهٔ المدخل الیٰ علم احکام النجوم نیز به کار رفته است. در مجموع، این گویش حدود ۲۰ پیشوند و ۵۳ پسوند دارد. در مبحث ترکیب نیز ۲۷ نوع ترکیب در این گویش وجود دارد که بیش‌تر آن‌ها گونه‌های متعدد دارند، ولی در کل، اشتقاق و ترکیب در این گویش با فارسی همسوست و اختلاف آشکاری ندارد. شاید بتوان با قاطعیت گفت که نکتهٔ مهم ساختواژی در بیرجندی، تنوع صورت‌های فعلی است. این لهجه ۱۶ نوع فعل ماضی دارد که برخی از آن‌ها فقط از سوی افراد کهن‌سال به کار می‌روند، مانند ماضی بعید از فعل «رفتن» berafte bode bodom، ماضی ابعد استمراری مانند marafte bode bodom و ماضی ابعد نقلی مانند brafte bode bodeyom. هر کدام از این فعل‌های ماضی ۳گونه صرف دارد: یک صرف آن‌ها مانند زبان فارسی است که در آن شناسه‌ها به دنبال مادهٔ فعل می‌آیند، اما در دو صرف دیگر ضمیرهای متصل و منفصل و شناسه‌ها پیش از فعل قرار می‌گیرند و مادهٔ فعل بدون تغییر باقی می‌ماند، مانند ū goft, to goft, mo goft یا. ošgoft, ot goft, mo goft صرف نوع دوم و سوم که در دورهٔ میانه نیز وجود داشته است،ساخت «ارگتیو۱» خوانده می‌شود. این نوع صرف در فارسی میانه فقط در ماضی افعال متعدی بوده است. اما در بیرجندی در افعال لازم هم به کار رفته است، مانند صرف ماضی فعل «رفتن»: mo beraft, to beratft, ūberaft «من رفتم، تو رفتی، او رفت» و غیره. نشان داده شده است که چنین وضعیتی دربارهٔ صورت‌های مجهول فعل نیز صادق است، زیرا در آن‌ها نیز ضمیر مفعولی پیش از فعل می‌آید و فعل صرف نمی‌شود: tū bebord, mū bebord, eš bebord, et bebord, om bebord, šu bebord و همین استدلال را دربارهٔ ماضی استمراری و ماضی بعید هم تکرار می‌کند : unō mēbord, šomâ mēbord, ma mēbord, ū mēbord, to mēbord, mo mēbord (ماضی استمراری که می‌توان به جای ضمایر فاعلی از ضمایر مفعولی هم در آن استفاده کرد). ū/eš dīdo bo, to/et dīdo bo, dīdo bo, mo/om و جز آنها (ماضی بعید). بیرجندی از این لحاظ به برخی از گویش‌های کهن، مانند گویش کهن هرات که در متن طبقات الصوفیهٔ خواجه عبدالله انصاری به کار رفته است، شباهت بسیاری دارد. نحو بیرجندی تابع نحو فارسی است و تفاوت اساسی با فارسی معیار ندارد و می‌توان مانند فارسی، سازه‌های حالت‌دار جمله‌های این گویش را بدون تغییر اساسی در معنا جابه‌جا کرد.

## دستورزبان و تفاوت‌ها
گویش بیرجندی در کاربرد فعل به نسبت فارسی تنوع و گستردگی بیشتری دارد و گونه‌های صرفی و صورتهای تازه‌ای از استعمال فعل در آن وجود دارد که در فارسی و در گویشهای دیگر شبیه آن را نمی‌یابیم. صورتهایی چون گذشتة نقلی مستمر، گذشته بعید مستمر، گذشته بعید التزامی، آینده استمراری، آینده دور، آینده دور استمراری و آینده دورتر. برخی از این صورتها دارای دو یا سه گونة مختلف است.
صرف فعل ماضی متعدی به شیوه‌ای که در دوره میانه وجود داشته است، نیز در این گویش دوگونه دارد. این نوع صرف فعل که در فارسی میانه فقط در ماضی متعدی معمول بوده در این گویش به فعل مضارع و ماضی لازم نیز تعمیم داده شده است.
نحو گویش بیرجندی تابع اصول جمله‌بندی زبان فارسی است و تفاوت اساسی گویش بیرجندی با فارسی رسمی در آواشناسی و صرف است. این توصیف دربرگیرنده گویش شهر بیرجند (تقریبا تا شعاع پانزده کیلومتری) است و روستاها و بخش‌های منطقه بیرجند را در برنمی گیرد.
طبیعی است که میان گویش‌های مناطق مختلف تفاوت آوایی و واژگانی موجود باشد اما با قطع نظر از اقلیتی بسیار کوچک که اصالتاً عرب یا بلوچ اند و گویشی خاص دارند، دیگر نقاط منطقه بیرجند همان‌طور که گفته شد به گونه‌ای از فارسی سخن می‌گویند.

## گویش قدیمی بیرجند
اثر مکتوبی از این گویش در دست نیست و مهم‌ترین اثر بر جای مانده دو بیت شعر منسوب به حکیم نزاری قهستانی شاعر سده هفتم و هشتم می‌باشد که معنای آن‌ها امروزه مشخص نیست. این احتمال وجود دارد که این ابیات به شکل صحیح منتقل نشده باشند:
| چه باژم ژایون که در امر خوی |  | مخان دی خمنکی ژ زل وانبشت |

و یا این بیت:
| کس را مجال قربت او نیست جز تو را |  | ای ماژند لوچمتکی مشو بیور |

## پژوهش و تحقیق در باب گویش بیرجندی
سوابق پژوهش دربارهٔ بیرجندی: ولادیمیر ایوانف، مستشرق و زبان‌شناس روس در ۱۳۰۷ش/۱۹۲۸م به نخستین پژوهش زبان شناختی در گویش بیرجندی پرداخت، اما باید مهم‌ترین پژوهش مربوط به این گویش را کتاب‌های سه‌گانهٔ رضایی: واژه‌نامه گویش بیرجند، بررسی گویش بیرجند و بیرجندنامه دانست که به دنبال تصحیح فرهنگ ملاعلی اشرف صبوحی (۱۳۴۵ش) از سوی وی، منتشر شده‌اند. راشد محصل نیز مقاله‌هایی دربارهٔ این لهجه دارد و به‌طور مشخص واژه‌های گویشی را در متون مهمی چون فرهنگ البلغة، تألیف یعقوب کردی نیشابوری (د ۴۳۸ق/۱۰۴۶م) بررسی کرده است. در پژوهش دیگری دربارهٔ بیرجند نمونه‌هایی از اشعار لالایی، خواستگاری، دو بیتی‌های بیرجندی، رمضانی‌خوانی و چاووش‌خوانی یافت می‌شود، هرچند که صورت مفصل‌تر این نمونه‌ها را که نواها و ترانه‌ها و سرصوت‌های بیرجندی است، می‌توان در بیرجندنامه دید.

## نمونه واژگان
برخی از واژه‌های این گویش به عنوان نمونه عبارت‌اند از (واژه‌ها برگفته از واژه‌نامه گویش بیرجند هستند):
- اُشتُر = (شتر)
- اَندُوق = (دلتنگی زیاد)
- بِدَرساخته = (لوس)
- بی‌هِنجال = (بی‌هنجار)
- پَتَک = (پاتابه، مچ‌پیچ)
- کُندُرِشک=(آرنج)
- پتیاره = (زشت و بی قواره)
- پَتیر = (فطیر)
- پَجمُرده = (پژمرده)
- پِچّاپِچّ = (پیچاپیچ)
- جُمبِ‌جوش = (جنب و جوش)
- رَقَز = (لبه دیوار)
- بُوج = (زنبور)
- زِمُخ = (زُمخت)
- قُمب = (مشت، ضربه‌ای که با مشت گره کرده به کسی بزنند)
- مُخکَم = (محکم)
- مدرسگی = (مدرسه‌ای)
- نموخوره (نمی خوره)
- مکوشه=(می کشه)
- مِزِنه=(میزنه)
- لمشت*(کثیف)
- نمایوم=(نمی خوام)
- لِیسکُو = عریان